# سوزان سويدو
سوزان سويدو (بالإنجليزية: Susan Swedo)‏ هي باحثة في مجال طب الأطفال والطب النفسي العصبي، ومنذ عام 1998 كانت رئيسة قسم طب الأطفال وعلم الأعصاب التنموي في المعهد الوطني الأمريكي للصحة العقلية. في عام 1994، كانت سويدو مؤلفًا رئيسيًا على ورقة تصف اضطرابات المناعة الذاتية العصبية لدى الأطفال المرتبطة بالعدوى بالمكورات العقدية (PANDAS)، تقترح وجود صلة بين عدوى المكورات العقدية من المجموعة (أ) عند الأطفال وبعض الحالات السريعة البدء من اضطراب الوسواس القهري (OCD) أو اضطرابات التشنج اللاإرادي. مثل متلازمة توريت.

## السيرة الذاتية
حصلت سويدو على درجة البكالوريوس من كلية أوغستانا في عام 1977، ودكتوراه في الطب من كلية الطب بجامعة جنوب إلينوي في عام 1980. وقد أجريت فترة تدريبها وإقامتها في طب الأطفال في المستشفى التذكاري للأطفال في مركز ماكجاو الطبي بجامعة نورث وسترن. بعد الانتهاء من إقامتها، عملت سويدو رئيسةً لقسم طب المراهقين في عام الشمال الغربي حتى عام 1986، عندما انضمت إلى مختبر جوديث ل. رابوبورت كزميل أول في فرع طب نفس الأطفال بالمعهد الوطني للصحة العقلية (NIMH). هناك أجرت بحثًا عن العلاجات الدوائية لاضطراب الوسواس القهري في مرحلة الطفولة (OCD)، ومُنِحت الحيازة في عام 1992. في عام 1994، تم تعينها رئيسة قسم طب الأطفال السلوكي، وشغلت أيضًا من عام 1995 إلى عام 1998 كقائمة بالوكالة مدير NIMH. في عام 1998،أصبحت رئيسة فرع طب الأطفال والاضطرابات العصبية التنموية (PDN) في NIMH.
في PDN، تقوم سويدو بإجراء أبحاث حول أسباب وعلاج اضطرابات الطب النفسي العصبي لدى الأطفال، بما في ذلك الوسواس القهري واضطرابات القلق واضطرابات طيف التوحد. سويدو هو المؤلف الرئيسي على ورقة 1994 في مجلة طب الأطفال اقتراح وجود صلة بين المجموعة ( أ ) عدوى المكورات العقدية في الأطفال وبعض الحالات السريعة الظهور من الوسواس القهري أو اضطرابات التشنجات اللاإرادية مثل متلازمة توريت.  يشار الآن إلى هذا النوع الفرعي المقترح من اضطراب السلوك المتكرر باسم PANDAS.
سويدو عضو في فرقة العمل DSM-V، التي تتوقع نشر نسخة محدثة من الدليل التشخيصي والإحصائي للاضطرابات العقلية في عام 2012. وقد فازت سويدو بالعديد من الجوائز، بما في ذلك جائزة الأكاديمية الأمريكية للطب النفسي للأطفال والمراهقين للإنجاز العلمي وجائزة الكلية الأمريكية لعلم الأمراض العصبية النفسية الدولية للبحوث السريرية. وقد كتبت انها ليست كل شيء في رأسك: الأسباب الحقيقية والحلول الجديدة لمشكلة صحة المرأة الأكثر شيوعا، وشارك في تأليف مع هنريتا ليونارد هو «مجرد مرحلة»؟: كيفية معرفة مراحل الطفولة المشتركة من مشاكل أكثر خطورة.  
في عام 1994، كان سويدو مؤلفًا رئيسيًا على ورقة تصف اضطرابات المناعة الذاتية العصبية لدى الأطفال المرتبطة بالعدوى بالعقديات. الآلية المقترحة ، على غرار آلية الحمى الروماتيزمية، هي إحدى استجابة المناعة الذاتية غير الملائمة في الدماغ، مما يؤدي إلى سلوكيات متكررة. نسبة حالات الاضطرابات النفسية العصبية هذه، إن وجدت، بعد هذه الآلية ليست واضحة.

## دراسة التوحد
وفي أيلول/سبتمبر 2006، أطلقت سويدو دراسة عن الاستخدام الواسع النطاق ولكن غير المؤكد للعلاج بخلخلة، وهو يستند إلى فرضية أن الثيومرسال الحافظة التي تحتوي على اللقاحات ترتبط بالتوحد. كانت التجربة لمقارنة مخلب DMSA مع الدواء الوهمي، مع المهارات الاجتماعية واللغوية للمواد التي يتم تقييمها بعد اثني عشر أسبوعًا. توقفت المحاكمة في فبراير 2007 بسبب مخاوف أخلاقية بشأن السلامة بعد أدلة جديدة على مخاطر المشاكل المعرفية والعاطفية الدائمة في القوارض الصحية الأخرى التي أعطيتDMSA.

## فهرس
- It's Not All In Your Head: The Real Causes and Newest Solutions to Women's Most Common Health Problem (ردمك 978-0-06-251287-1)
- Is it "Just a Phase"?: How to Tell Common Childhood Phases from More Serious Problems (ردمك 978-0-7679-0391-2)